# Zaischnopsis ophthalmica
Zaischnopsis ophthalmica är en stekelart som först beskrevs av William Harris Ashmead 1896.  Zaischnopsis ophthalmica ingår i släktet Zaischnopsis och familjen hoppglanssteklar. Inga underarter finns listade i Catalogue of Life.